# TPRG1L
TPRG1L (англ. Tumor protein p63 regulated 1 like) – білок, який кодується однойменним геном, розташованим у людей на 1-й хромосомі. Довжина поліпептидного ланцюга білка становить 272 амінокислот, а молекулярна маса — 30 212.
| 10         |  | 20         |  | 30         |  | 40         |  | 50         |
| ---------- |  | ---------- |  | ---------- |  | ---------- |  | ---------- |
| MLQLRDSVDS |  | AGTSPTAVLA |  | AGEEVGAGGG |  | PGGGRPGAGT |  | PLRQTLWPLS |
| IHDPTRRARV |  | KEYFVFRPGS |  | IEQAVEEIRV |  | VVRPVEDGEI |  | QGVWLLTEVD |
| HWNNEKERLV |  | LVTEQSLLIC |  | KYDFISLQCQ |  | QVVRIALNAV |  | DTISYGEFQF |
| PPKSLNKREG |  | FGIRIQWDKQ |  | SRPSFINRWN |  | PWSTNVPYAT |  | FTEHPMAGAD |
| EKTASLCQLE |  | SFKALLIQAV |  | KKAQKESPLP |  | GQANGVLILE |  | RPLLIETYVG |
| LMSFINNEAK |  | LGYSMTRGKI |  | GF         |  |            |  |            |

A: Аланін

C: Цистеїн

D: Аспарагінова кислота

E: Глутамінова кислота

F: Фенілаланін

G: Гліцин

H: Гістидин

I: Ізолейцин

K: Лізин

L: Лейцин

M: Метіонін

N: Аспарагін

P: Пролін

Q: Глутамін

R: Аргінін

S: Серин

T: Треонін

V: Валін

W: Триптофан

Кодований геном білок за функцією належить до фосфопротеїнів. 
Задіяний у такому біологічному процесі, як альтернативний сплайсинг. 
Локалізований у мембрані, клітинних контактах, цитоплазматичних везикулах, синапсах.